# Jonathon Brauer
Pour les articles homonymes, voir Brauer.
Jonathon « Jono » Brauer, né le 26 septembre 1981 à Sydney, est un skieur alpin australien.

## Biographie
Il fait ses débuts dans la Coupe du monde en novembre 2001 au slalom d'Aspen. En 2001, il a remporté pour la première fois la Coupe australo-néo-zélandaise, qu'il gagne à quatre autres reprises. En janvier 2006, il gagne le slalom d'Hinterstoder, comptant pour la Coupe d'Europe.
Peu avant les Jeux olympiques d'hiver de 2006, il améliore sa meilleure performance en Coupe du monde avec une 14e place au combiné de Chamonix. Lors des Jeux olympiques de Turin, il est inscrit sur le slalom et le combiné, mais ne termine aucune course. 
Aux Championnats du monde 2009, il enregistre son meilleur résultat en mondial avec une 31e position en slalom géant.
En 2010, Brauer dispute ses deuxièmes jeux olympiques à Vancouver, où il court seulement en vitesse : 30e du super G et 39e de la descente. Il est présent pour la dernière fois en compétition à Thredbo, son lieu d'entraînement à l'été 2010.

## Palmarès

### Jeux olympiques d'hiver
| Épreuve / Édition | Turin 2006 | Vancouver 2010 |
| Descente          | -          | 39e            |
| Super G           | -          | 30e            |
| Slalom            | Abandon    | -              |
| Combiné           | Abandon    | -              |

### Championnats du monde
| Épreuve / Édition | Saint-Moritz 2003 | Val d'Isère 2009 |
| Slalom géant      | Disqualifié       | 31e              |
| Slalom            | 43e               | Abandon          |

### Coupe du monde
- Meilleur classement général : 117e en 2006.
- Meilleur résultat : 14e.

#### Classements en Coupe du monde
| Année     | Classement général final | Classement en combiné |
| 2005-2006 | 117e                     | 32e                   |
| 2007-2008 | 140e                     | 50e                   |

### Coupe d'Europe
- 1 victoire en slalom.